# Harald von Bohlen und Halbach

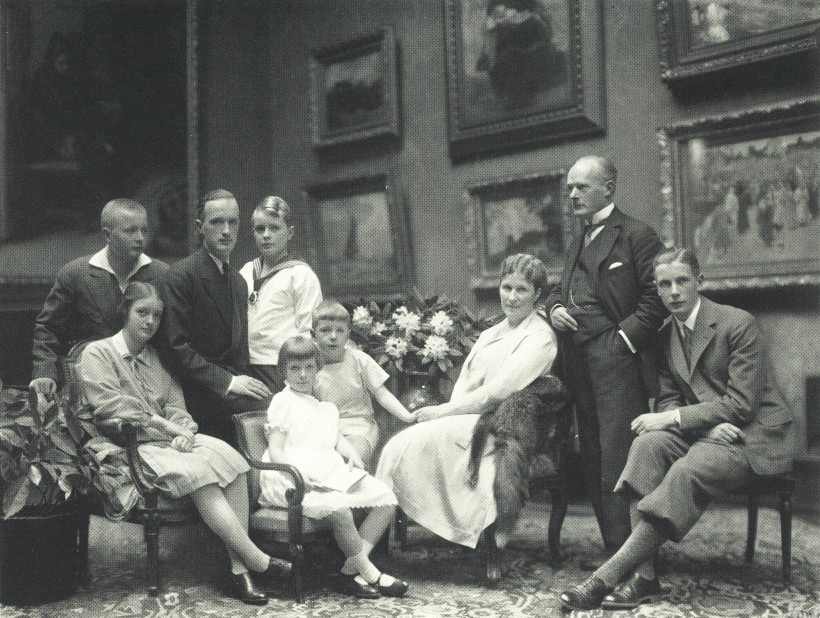
Porträt der Familie Gustav Krupp von Bohlen und Halbach 1928 von Nicola Perscheid. Harald ist der vierte von links.

Harald Georg Wilhelm von Bohlen und Halbach (* 30. Mai 1916; † 6. November 1983) war ein deutscher Industrieller und jüngerer Bruder von Alfried Krupp von Bohlen und Halbach. Er und seine sieben Geschwister stammten mütterlicherseits aus der Familie Krupp, väterlicherseits aus der Familie von Bohlen und Halbach.

## Leben

### Jugend und Ausbildung
Harald war eines der acht Kinder von Gustav Krupp von Bohlen und Halbach und seiner Frau Bertha. Er verbrachte seine Jugend auf der von seinem Urgroßvater, dem Stahlindustriellen Alfred Krupp, erbauten Villa Hügel in Essen-Bredeney. In den dreißiger Jahren war er Schüler im Lyceum Alpinum Zuoz  in der Schweiz, wo später auch sein Neffe Arndt, „der letzte Krupp“, ausgebildet wurde.
Am 15. November 1943 wurden er wie seine vier zu diesem Zeitpunkt noch lebenden Geschwister durch den von Hitler unterzeichneten Erlaß des Führers über das Familienunternehmen der Firma Fried. Krupp vom Erbe ausgeschlossen, damit der älteste Bruder Alfried die Firma Krupp ohne Zahlung einer Erbschaftssteuer übernehmen konnte.

### Kriegsdienst und Gefangenschaft
Im Zweiten Weltkrieg kam von Bohlen und Halbach als Oberleutnant und Adjutant eines Artillerie-Generals im verbündeten Rumänien zum Einsatz. Nach dem Staatsstreich in Rumänien 1944 geriet er in sowjetische Gefangenschaft, wobei er zunächst seine Identität verbergen konnte. Nach deren Aufdeckung wurde von Bohlen und Halbach sofort in ein Gefängnis für politische Gefangene nach Moskau gebracht. Obwohl er mit der Firma Krupp nicht direkt etwas zu tun hatte, wurde er in einem politischen Prozess zu 25 Jahren Arbeitslager verurteilt. In der Urteilsbegründung wurde ihm u. a. vorgeworfen, er habe in seinem Haus Adolf Hitler und andere Nazi-Größen empfangen. Außerdem habe er in Rumänien Spionage betrieben. Von Bohlen und Halbach musste fünf Jahre in einem Eisenerzbergwerk bei Swerdlowsk arbeiten und wurde immer wieder Verhören unterzogen. Er nannte das sarkastisch „Studium“: „Sie studieren mich, ich studiere sie“.
Anfang der 50er Jahre wurde sein im Krupp-Prozess verurteilter Bruder Alfried nach seiner vorzeitigen Entlassung aus dem Kriegsverbrechergefängnis Landsberg in dem Mehlemer Vertrag verpflichtet, Harald, seinen drei weiteren noch lebenden Geschwistern sowie dem Sohn des 1940 gefallenen Bruders Claus jeweils eine Abfindung in Höhe von zehn Millionen DM als Entschädigung für den Erbverzicht zu zahlen. Die Mehlemer Verträge sollten der Entflechtung des Krupp-Konzerns nach dem Krieg dienen.

### Rückkehr und Familie

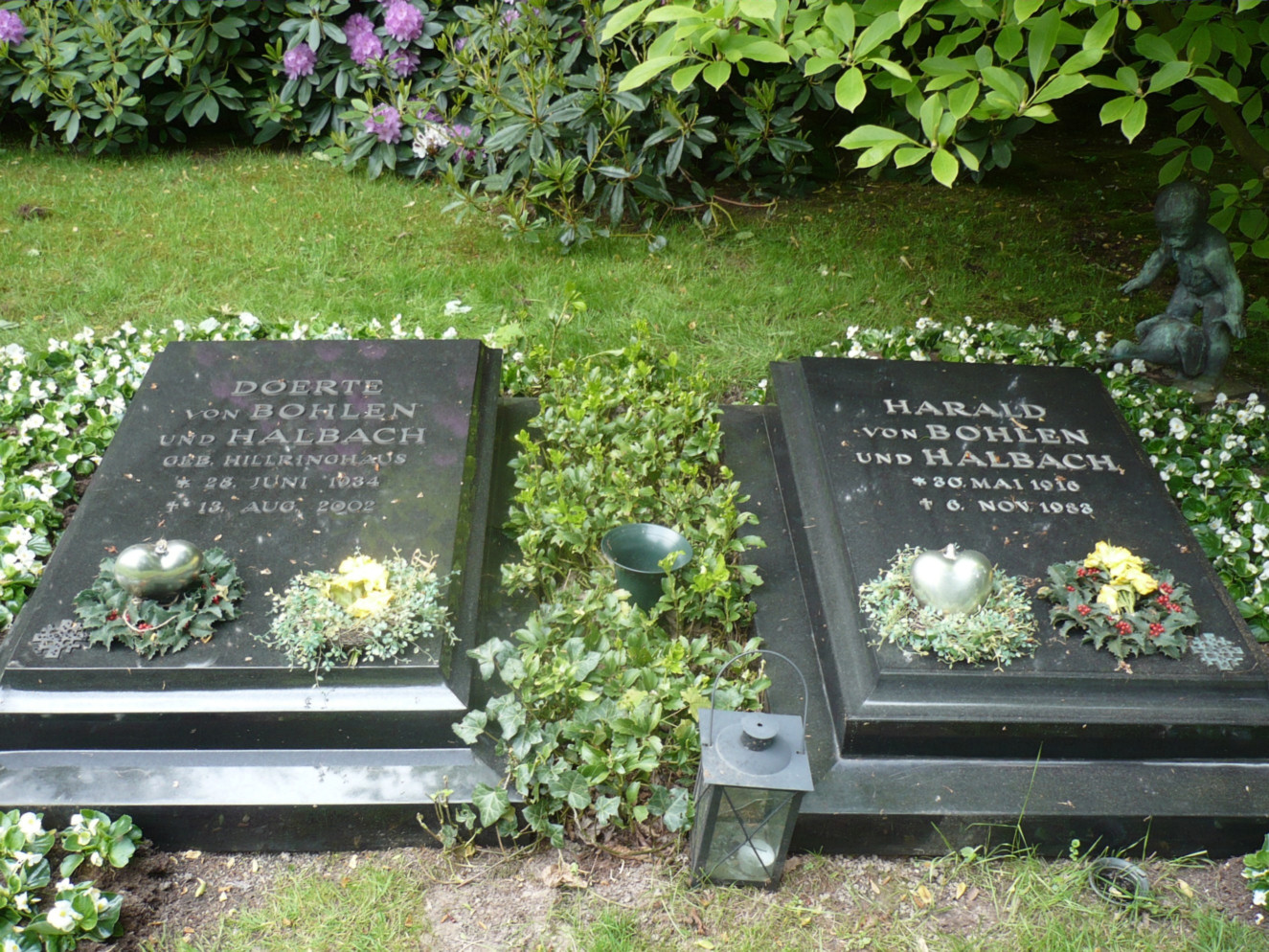
Grab auf dem Friedhof Bredeney in Essen

Nach der Rückkehr aus der Kriegsgefangenschaft mit den letzten freigelassenen Gefangenen 1955 wurde Harald von Bohlen und Halbach von seinem Bruder Berthold als Partner aufgenommen. Berthold hatte den größten Teil seines Anteils in verschiedene Industriebetriebe gesteckt; u. a. in die „Wasag AG“ in Essen und die „Jurid GmbH“ in Hamburg. Heute wird die „Bohlen Industrie GmbH“ von Eckbert von Bohlen und Halbach (* 1956), dem Sohn von Berthold, geleitet.
Von Bohlen und Halbach heiratete 1960 Doerte Hillringhaus (* 28. Juni 1934; † 13. August 2002), die Tochter eines Wuppertaler Fabrikanten. Aus der Ehe gingen drei Kinder hervor: Friedrich (* 1962) (ehemals in der Geschäftsführung von Bohlen Industrie GmbH tätig), Georg (1963–2023) und Sophie (* 1966).
Von Bohlen und Halbach liegt auf dem Friedhof Bredeney begraben.

## Trivia
1957 wurde er, wie andere Prominente auch, als Kunde der ermordeten Prostituierten Rosemarie Nitribitt von der Polizei befragt, er galt als ein Hauptverdächtiger, die Staatsanwaltschaft gab sich aber mit seinem Alibi, das von einer Bediensteten der Villa Hügel bezeugt wurde, zufrieden. Gegen eine seinerzeit geplante Berichterstattung der Illustrierten Quick mit Namensnennung intervenierte die Familie erfolgreich.

## Ehrungen
In Essen ist die Haraldstraße nach ihm benannt, die unweit der Villa Hügel an der Einfahrt zum Hügelpark in der Siedlung Brandenbusch (seinerzeit erbaut für die Bediensteten der Villa Hügel) liegt. In Magdeburg, wo sich das Friedrich Krupp AG Grusonwerk befand, wurde ihm 1938 der Harald-Privatweg gewidmet (seit 1945 Hagebuttenweg).